# وارنه، آذربایجان
ورنه، آذربایجان (به لاتین: Varna, Azerbaijan) یک منطقهٔ مسکونی در جمهوری آذربایجان است که در شهرستان اسماعیللی واقع شده‌است.